# 高尔航空1907号班机空难
高尔航空1907號班機空難是一班由高尔航空（Gol Transportes Aéreos）执飞，从马瑙斯飞往里约热内卢，经停巴西利亚的定期航班。2006年9月29日，一架波音737-8EH（SFP）在执飞该航班的途中，与一架准备交付给卓越航空的巴航工业莱格塞600型飛機空中相撞，墜毀于馬托格羅索州佩绍图-迪阿泽韦杜市的东侧约200公里距离的热带雨林中。高尔航空737机上机组人员6人，乘客148人，合计154人全部遇难，但莱格塞600成功迫降在Cachimbo空军基地，机上7人无人受伤。这起空难是直到2007年7月17日巴西天馬航空3054號班機空難發生前，巴西航空史上死亡人数最多的空难。

## 萊格塞600機組成員
巴航工業萊格塞600僅配有兩名機師，分別是42歲的機長約瑟夫·萊波雷，擔任商業飛行員20年，累積飛行時數約9,400小時，僅有5.5小時是在該機型累積的，副駕駛是34歲的簡·帕拉迪諾，擔任商業飛行員10年，6,400小時的飛行時數，僅有3.5小時是在該機型累積的，他之前在美國航空擔任副駕駛，曾駕駛ERJ135/145累積320小時，還曾駕駛過麥道MD-80和波音737。

## 1907航班機組成員
1907航班配有6名機組成員，機長是44歲的德西奧·查韋斯，15,500小時的飛行時數中有13,500小時是在波音737上累積的，同時還擔任該航空公司的737訓練官，副駕駛是29歲的蒂亞戈·若爾當·克魯索，4,000小時的飛行時數中有3,100小時是在737上累積的，另外還配有4名空服員。

## 事件
- 起飞：当地时间2006年9月29日14时36分，1907航班从亚马孙州州府玛瑙斯起飞，经停巴西利亚，终点站为里约热内卢。
- 从雷达上消失：当地时间2006年9月29日16时48分，1907航班的信号自民航空管中心雷达屏幕中消失，飞机最后信号位于帕拉州卡欣布亚马逊热带雨林山区。
- 确认失踪：该客机计划于2006年9月29日18时12分抵达巴西利亚，但过后很久也没有抵达巴西利亚，其后戈尔航空公司发表声明，确认客机失踪。
- 发现残骸：当地时间2006年9月30日上午9点左右，巴西空军在马托格洛索州一个印第安人部落附近发现了失事客机的残骸。
- 这是波音737客机在同一空域发生的第二次空难，1989年一架737-200型客机巴西航空254号班机在当地坠毁，机上54人，有41人生还。

## 飞机和航空公司
- 1907号班机由一架崭新的波音737-8EH（SFP）型客机执飞。这架注册号为PR-GTD的2006年9月12日投入使用，直至失事时仅有200小时的飞行时间。这架飞机是特殊的SFP（Short Field Performance，短场性能）变体，经过特别改造以增强在短跑道上的起降性能。
- 巴航工业莱格塞600（Legacy 600）是巴西航空工业公司（Embraer）基于ERJ系列自行研发的超中型商务客机，最大乘客数量为16人。此次发生事故的莱格塞600是准备交付给美國公務機公司卓越航空（英语：ExcelAire）的新飞机。
- 巴西高尔航空公司于2001年由巴西一家家族企业建立，由当时年仅32岁的康斯坦汀诺·奥利维亚领导。高尔航空公司是全球最成功的低成本航空公司之一。2006年，CEO康斯坦汀诺·奥利维亚获得了由国际著名航空杂志《航空公司商务》颁发的最佳低成本航空公司领袖奖。高尔航空公司是巴西国内第二大航空公司，它在过去的5年间拥有巴西国内市场份额超过1/4。它如同其他低成本航空公司一样，不设立专门的飞机修理后勤部门，所属飞机承包给第三方维修公司。

## 調查

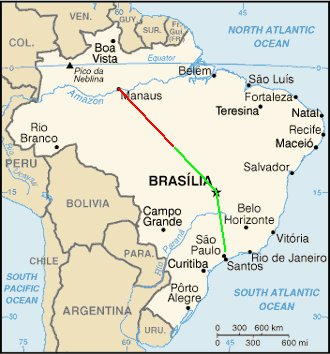
巴西的地圖，圖中紅線為當日高尔航空737的航線，綠色為卓越航空公務機航線，兩者交匯點正是撞機地點

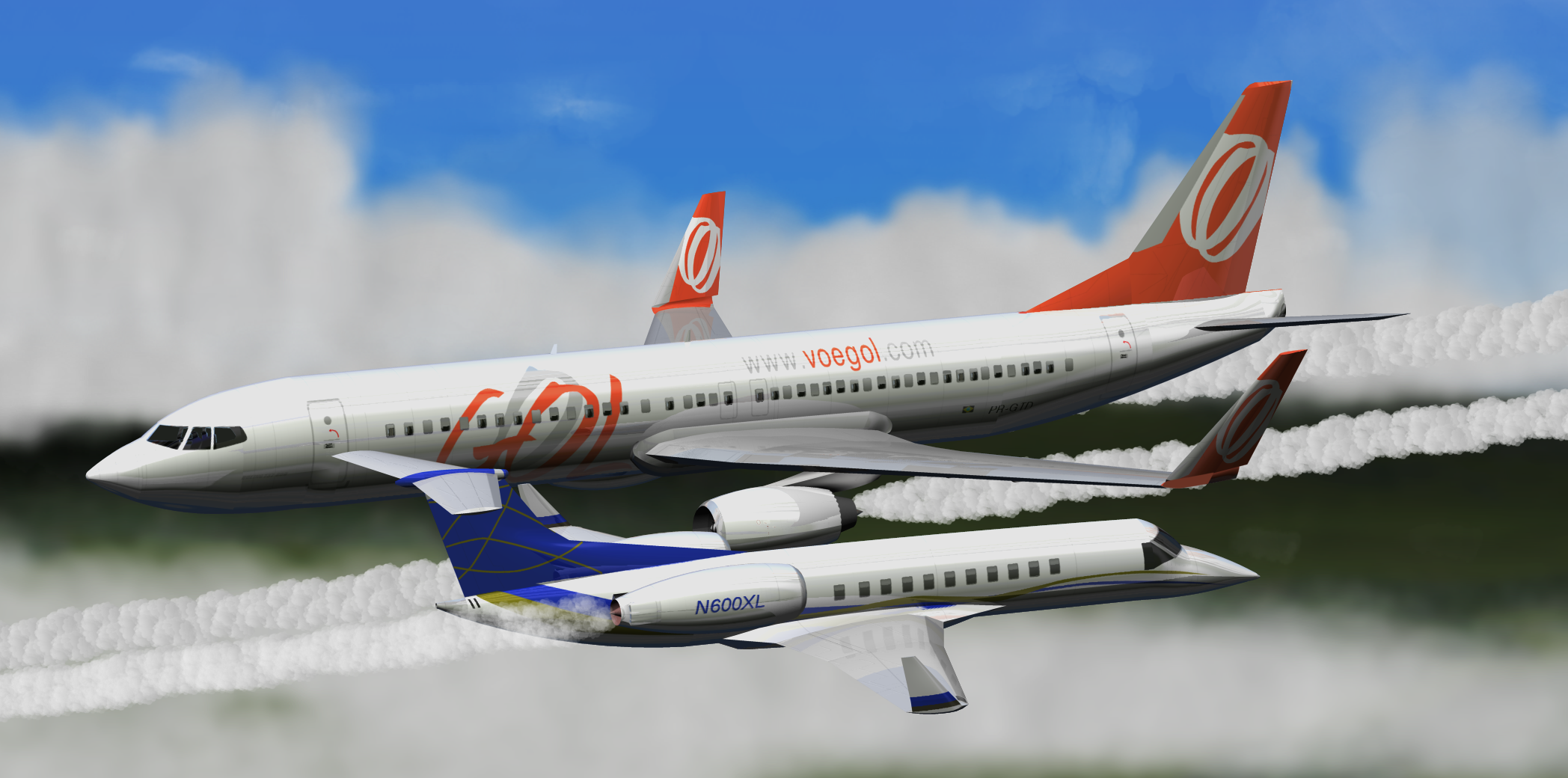
電腦重組兩機相撞圖

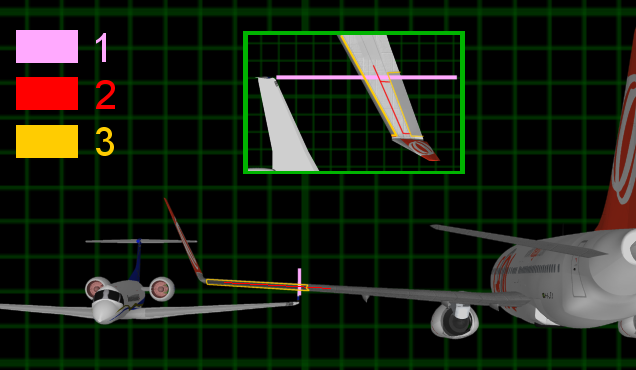
撞機詳細圖，可見公務機的機翼末端反翼削走737客機左邊機翼，相反公務機損傷了左翼及尾翼相對地少

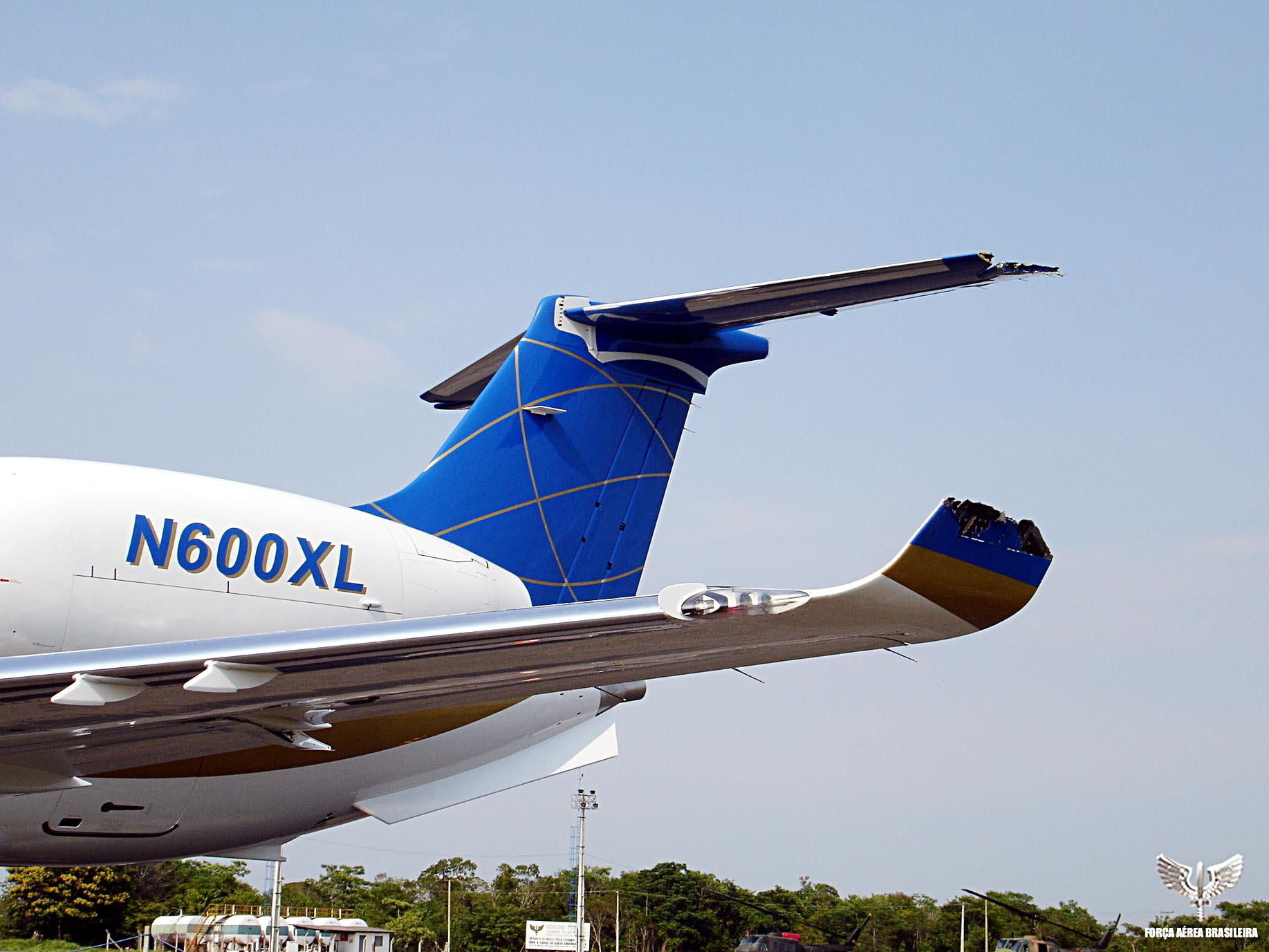
涉事莱格塞600型公務機降落后左侧机翼的照片，可見機翼翼尖已受損

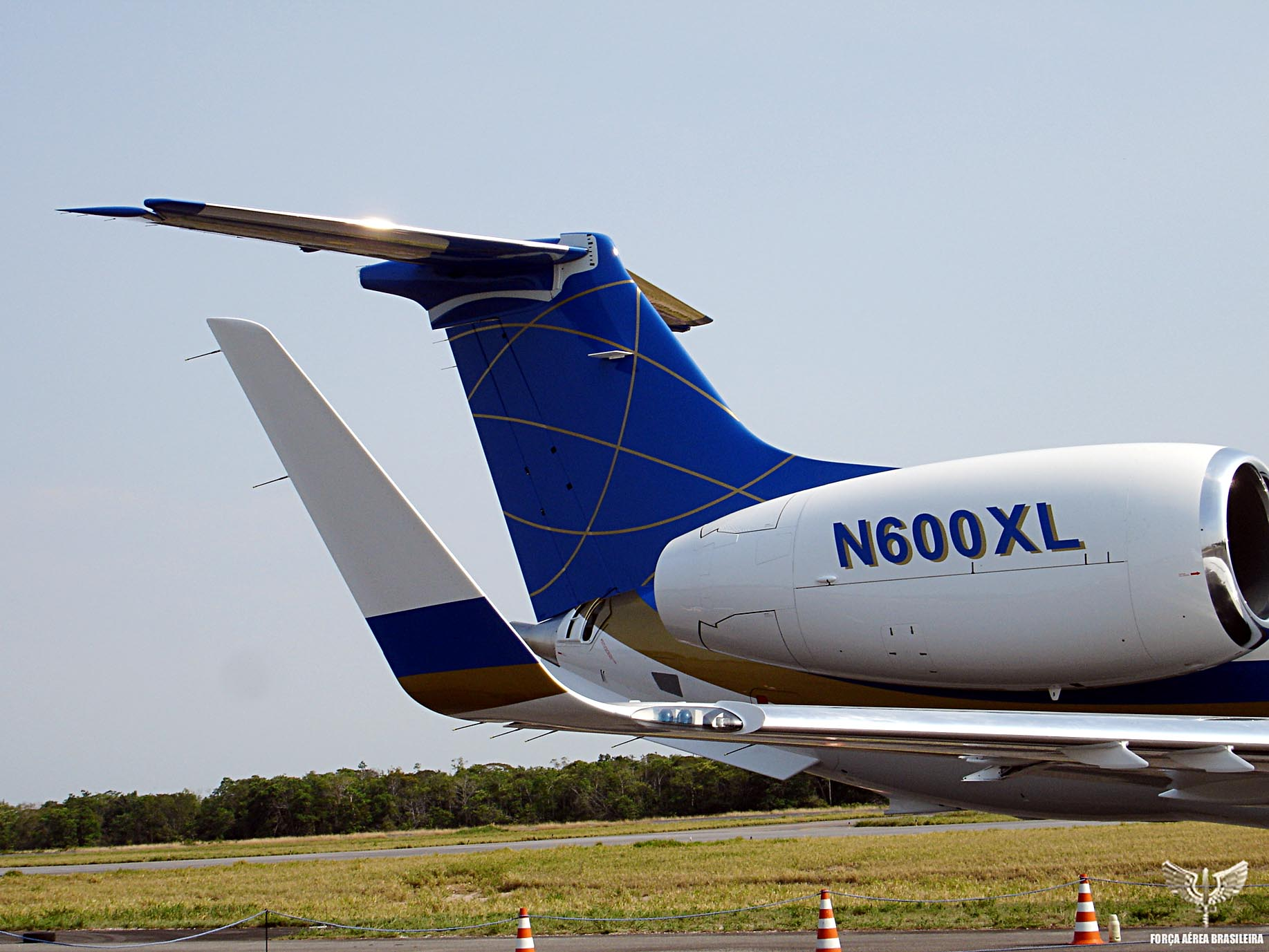
莱格塞600型公務機右側未受損的機翼照片，用来对比

### 萊格塞公務機
調查員在進行調查時，扣留了卓越航空的乘客及機員，並沒收了他們的護照，企圖以過失及危險駕駛導致空難的罪名起訴有關人等。因為調查員在位於巴西利亞航空交通管制的雷達記錄顯示，出事的公務機當時以瘋狂的飛行方式，時而高時而低的波浪式飛行姿勢飛行（后由飞行数据记录仪指出当时飞机在以正常方式飞行，机场的雷达数据由于使用的是精确度较低的一次雷达，因而数据有偏差）。而且，當時公務機一直沒有跟塔台聯絡，當局起初認為，是機員故意關掉詢答機。但當局盤問有關機組員及公務機的乘客時，卻有另一版本。
據機組員表示，出事前，他們駕駛著剛出廠的N600XL公務機，正準備前往巴西北部。由於他們並不熟悉有關飛機的顯示器，因此當時他們只專注於眼前的屏幕。在飛機發生相撞前，機上的警告一直沒有任何反應，而且他們的無線電通訊可能有點故障，令他們無法跟巴西利亞塔台順利地聯絡。
機上的乘客（包括一名紐約時報記者）則表示，飛機當時以正常速度及姿態飛行，並不感到機員以危險方式駕駛。當飛機突然發生劇烈震盪及發出巨響時，飛機便不受控。他們往左方機窗往外望，發現該機機翼末端的垂直反翼被撞至脫落。可是機員還是勉強讓機翼嚴重受損的公務機降落在亞馬遜森林內的一個空軍基地內。
調查員讀取了公務機的黑盒，證實了公務機的機員及乘客的說法。可是，當時機上的防撞系統沒有警告機員避開戈爾航空的737客機，成爲一大疑點。調查員認為，公務機機員可能誤觸機上的按鍵，令機上的防撞系統設定為待命狀態，而且這套系統在設計時，沒有連接到中央警報系統，因此不會警示機員。最終，高尔航空1907號班機不能接收公務機發出的訊號，亦不能避免撞機。

### 高尔航空1907號班機
在卓越航空的公務機成功迫降同時，巴西利亞的塔台表示，高尔航空的1907號班機突然失蹤。失蹤地點正好是公務機發生事故的空域。救援人員直至次日早上，才發現1907號班機殘骸，散佈在亞馬遜的雨林區內。
由於1907號班機的殘骸散佈於雨林區大片範圍，因此，調查員相信飛機是在空中解體後才墜地。根據黑盒的飛行資料記錄器顯示，飛機當時正常地飛行，突然向左傾側，並在空中連續翻滾了11次，最終因机体结构承受力超过设计极限而解體。調查員發現，該客機的殘骸中，其中的左翼有一個缺口，明顯是被削走的。飛機是在高空中被另一架飛機削走了一半左右的左邊機翼，導致飛機失控螺旋並解體。
當調查員尋回駕駛艙錄音器所需的記憶體後，發現1907號班機機員在事發時並沒有發出求救訊號，可見當時是事出突然，而且兩機都沒有目視對方。機員並不知自己跟另一架客機相撞，最後亦無力拯救該架已無法控制的受損客機。

### 航空交通管制
調查員亦發現，當時負責指示公務機的管制員，並沒有指示公務機下降至指定高度（當時公務機應從37,000尺下降至36,000尺）。原因有可能是管制員並不熟習有關電腦操作。由於電腦顯示的各飛機飛行高度指示是以電腦自動操作更新，但當時世界其他地區的高度指示都是用人手改動，因此航管員對有關的飛行高度指示產生誤解亦不足為奇。他們不但受訓英語不足，而且經常超時工作。而有關的管制員入職亦只有一年，顯示當地欠缺人力資源。在巴西國內的航空交通管制亦相當混亂，可能亦是跟航管員經驗不足有關。
另外，駕駛有關公務機的機長不太熟悉Legacy 600的操作方式而誤將答詢機關閉，該控制塔的儀器自動轉換成主動式雷達方式接收飛機的位置。由於主動式雷達並不可靠，故他們在其後的記錄發現出事公務機以危險飛行方式飛行，但實際該公務機當時卻是以正常方式飛行。

## 紀錄片
- 巴西的國家地理頻道於2007年發表了一套紀錄片，名為「A Tragédia do Vôo 1907」（即「1907號班機的悲劇」）。
- 空中浩劫製作的第五季第10輯，正是講述這次空難，名為「Radio Silence」，一些地區稱為「Death Over The Amazon」或「Phantom Strike」；香港地區則稱為「撞機悲劇」。

## 類似事故
- 全日空58號班機空難-1971年7月30日
- 太平洋西南航空182號班機-1978年9月25日
- 墨西哥國際航空498號班機-1986年8月31日

## 外部連結
- Map of crash site from Google Maps （页面存档备份，存于）
- Cachimbo Air Base from Google Maps
- Cachimbo Air Base Web Site （页面存档备份，存于）
- ASN database entry （页面存档备份，存于）
- Statement by the INTERNATIONAL FEDERATION OF AIR TRAFFIC CONTROLLERS' ASSOCIATIONS, issued November 24, 2006